# Vyšná Boca
Vyšná Boca é um município da Eslováquia, situado no distrito de Liptovský Mikuláš, na região de Žilina. Tem 20,59 km² de área e sua população em 2018 foi estimada em 101 habitantes.

## Demografia
| Ano:        | 1994 | 2004   | 2014   | 2024    |
| ----------- | ---- | ------ | ------ | ------- |
| Broj ljudi: | 107  | 108    | 109    | 93      |
| Razlika:    |      | +0,93% | +0,92% | -14,67% |

| Ano:               | 2023 | 2024   |
| ------------------ | ---- | ------ |
| Número de pessoas: | 94   | 93     |
| Diferença:         |      | -1,06% |